# گندی تارتاکوفسکی
گندی تارتاکوفسکی (Геннадий Борисович Тартаковский؛ زادهٔ ۱۷ ژانویهٔ ۱۹۷۰) یک کارگردان پویانمایی اهل ایالات متحده آمریکا است. وی از سال ۱۹۹۱ میلادی تاکنون مشغول فعالیت بوده‌است.

## فیلم‌شناسی
| سال  | فیلم                                  | توضیحات                                                                 |
| ---- | ------------------------------------- | ----------------------------------------------------------------------- |
| ۱۹۹۹ | Dexter's Laboratory: Ego Trip         | فیلم تلویزیونی Director, supervising producer, story, storyboard artist |
| ۲۰۰۱ | The Flintstones: On the Rocks         | فیلم تلویزیونی Supervising producer                                     |
| ۲۰۰۲ | The Powerpuff Girls Movie             | کارگردان انیمیشن                                                        |
| ۲۰۰۶ | How to Eat Fried Worms                | کارگردان انیمیشن                                                        |
| ۲۰۱۰ | مرد آهنی ۲                            | Storyboard artist                                                       |
| ۲۰۱۱ | کشیش                                  | کارگردان انیمیشن                                                        |
| ۲۰۱۲ | هتل ترانسیلوانیا                      | کارگردان انیمیشن                                                        |
| ۲۰۱۵ | هتل ترانسیلوانیا ۲                    | کارگردان                                                                |
| TBA  | Genndy Tartakovsky's Can You Imagine? | کارگردان، نویسنده                                                       |